# 1684年臺灣
|        | 臺灣歷史 \| 台灣歷史年表 |
| 世纪： | 16世纪臺灣 \| 17世纪臺灣 \| 18世纪臺灣 |
| 年代： | 1650年代臺灣 \| 1660年代臺灣 \| 1670年代臺灣 \| 1680年代臺灣 \| 1690年代臺灣 \| 1700年代臺灣 \| 1710年代臺灣                                           |
| 年份： | 1679年臺灣 \| 1680年臺灣 \| 1681年臺灣 \| 1682年臺灣 \| 1683年臺灣 \| 1684年臺灣 \| 1685年臺灣 \| 1686年臺灣 \| 1687年臺灣 \| 1688年臺灣 \| 1689年臺灣 |
| 纪年： | 甲子年（鼠年）、清朝康熙23年 |

1684年臺灣是清朝在臺灣實施一府三縣行政區劃之年。

## 政府

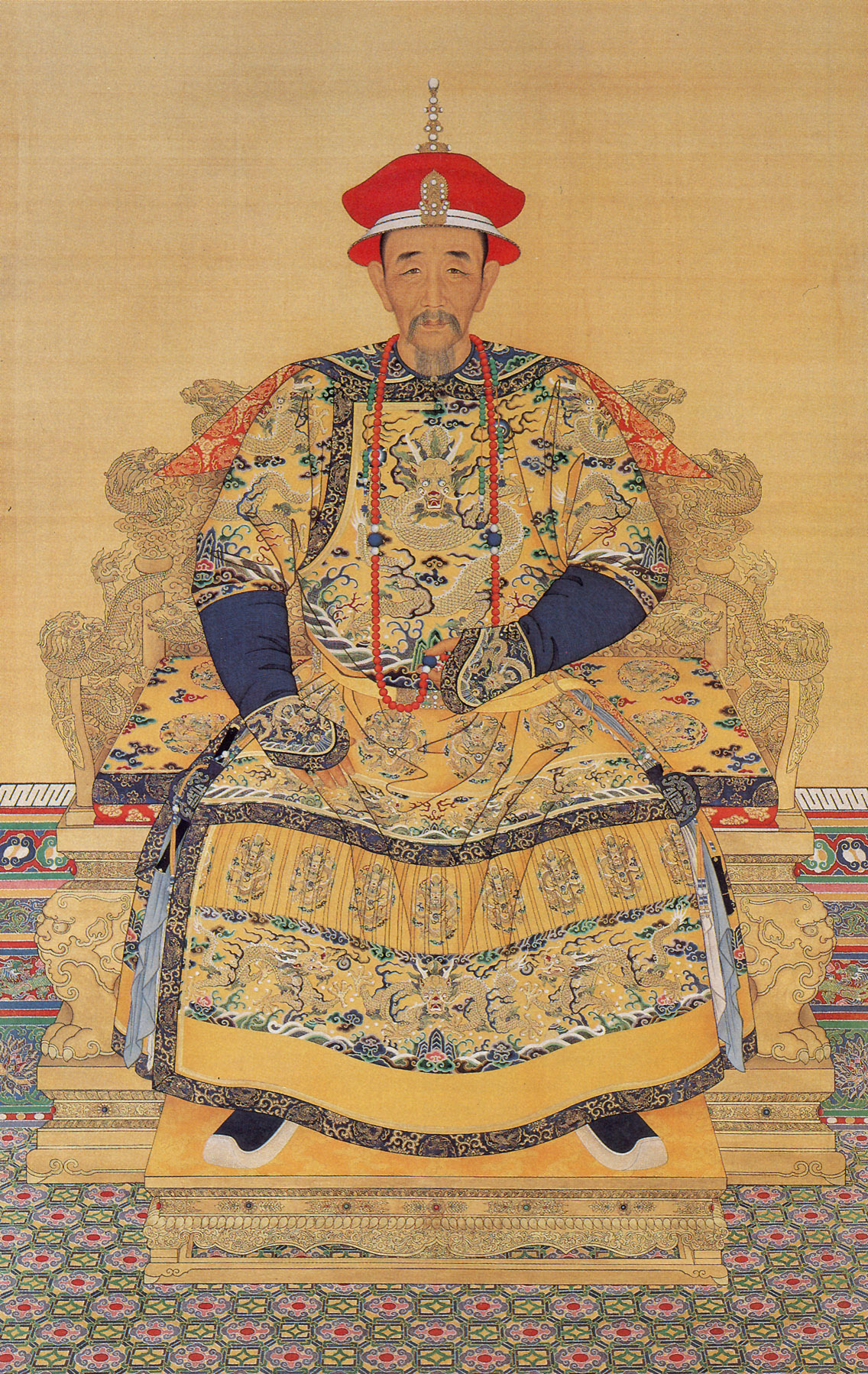
清朝皇帝：康熙帝
臺灣府知府：蔣毓英

## 大事記
- 5月27日（四月十四）：根據《康熙朝實錄》記載，此日差往福建料理錢糧侍郎蘇拜，會同福建督、撫、提督上疏，建議臺灣應設一府三縣，康熙帝從之[1]:24。之後所設一府為「臺灣府」（隸屬福建分巡臺廈兵備道），下轄臺灣、鳳山、諸羅三縣[1]:24。